# OFK Bdin Vidin
OFK Bdin Vidin (Bulgaars: ФК Бдин) is een Bulgaarse voetbalclub uit Vidin.

## Erelijst
- V Grupa Noord-West

Winnaar: 2011

## Naamswijzigingen
- Bdin (1923 – 1945)
- Benkovski (1945 – 1948)
- Benkovski-Sportist (1948 – 1949)
- Stroitel (1949 – 1950)
- Tsjerveno zname (1950 – 1957)
- Benkovski (1957 – 1970)
- Bdin (1970 – 1997)
- Bdin-Minjor (1997 – 1998)
- Bdin-Kremikovtsi (1999 – 2000)
- Bdin (2000 – 2011)
- Bdin 1923 (vanaf 2012)